# Zosterop de coroneta rogenca
El zosterop de coroneta rogenca (Sterrhoptilus capitalis) és un ocell de la família dels zosteròpids (Zosteropidae).

## Hàbitat i distribució
Habita boscos i clars de les terres baixes de les illes de Dinagat, Mindanao i Basilan, a les Filipines meridionals.